# 1956-os magyar öttusabajnokság
Az 1956-os magyar öttusabajnokságot május 27. és 31. között rendezték meg. A viadalt Ferdinandy Géza nyerte meg, akinek ez volt élete egyetlen egyéni felnőtt bajnoki címe. A csapatversenyt a Bp. Honvéd I. nyerte.

## Eredmények

### Férfiak

#### Egyéni
| Hely | Név             | Klub           | Eredmény |
| ---- | --------------- | -------------- | -------- |
| 1.   | Ferdinandy Géza | Bp. Honvéd I.  | 4758,0   |
| 2.   | Kovácsi Aladár  | Bp. Haladás    | 4711,0   |
| 3.   | Benedek Gábor   | Bp. Honvéd II. | 4706,0   |
| 4.   | Moldrich Antal  | Bp. Honvéd I   | 4662,5   |
| 5.   | Nagy Imre       | Bp. Haladás    | 4557,5   |
| 6.   | Tabajdi István  | Bp. Traktor    | 4528,5   |
| 7.   | Villányi András | Bp. Haladás    | 4511,0   |
| 8.   | Bódi János      | Bp. Honvéd I.  | 4503,0   |
| 9.   | Szabó Sándor    | Bp. Pedagógus  | 4501,5   |
| 10.  | Csányi Péter    | Bp. Pedagógus  | 4501,5   |

#### Csapat
| Hely | Név                                           | Klub           | Eredmény |
| ---- | --------------------------------------------- | -------------- | -------- |
| 1.   | Moldrich Antal, Bódi János, Ferdinandy Géza   | Bp. Honvéd I.  | 13 978,5 |
| 2.   | Kovácsi Aladár, Nagy Imre, Mészáros Antal     | Bp. Haladás    | 13 122,0 |
| 3.   | Benedek Gábor, Szaniszló József, Török Ferenc | Bp. Honvéd II. | 12 235,0 |